# Iñaki Lejarreta
Iñaki Lejarreta Errasti (Bérriz, 1 de septiembre de 1983–Yurreta, 16 de diciembre de 2012) fue un deportista español que compitió en ciclismo de montaña en la disciplina de campo a través.
Ganó dos medallas en el Campeonato Mundial de Ciclismo de Montaña, oro en 2002 y bronce en 2001, y una medalla de bronce en el Campeonato Europeo de Ciclismo de Montaña de 2004. Participó en los Juegos Olímpicos de Pekín 2008, ocupando el octavo lugar en la prueba masculina.
Era hijo del exciclista Ismael Lejarreta y sobrino del exciclista Marino Lejarreta. Formó parte del equipo más potente de su especialidad, el Orbea, en el que tenía de compañero al francés doble campeón olímpico Julien Absalon.
Falleció el 16 de diciembre de 2012 en la localidad vizcaína de Yurreta, tras ser arrollado por un automóvil mientras entrenaba.

## Medallero internacional
| Campeonato Mundial | Campeonato Mundial     | Campeonato Mundial | Campeonato Mundial         |
| Año                | Lugar                  | Medalla            | Competición                |
| ------------------ | ---------------------- | ------------------ | -------------------------- |
| 2000               | Sierra Nevada (España) | Medalla de oro     | Campo a través por relevos |
| 2001               | Vail (Estados Unidos)  | Medalla de bronce  | Campo a través por relevos |
| Campeonato Europeo |                        |                    |                            |
| Año                | Lugar                  | Medalla            | Competición                |
| 2004               | Wałbrzych (Polonia)    | Medalla de bronce  | Campo a través por relevos |

## Palmarés

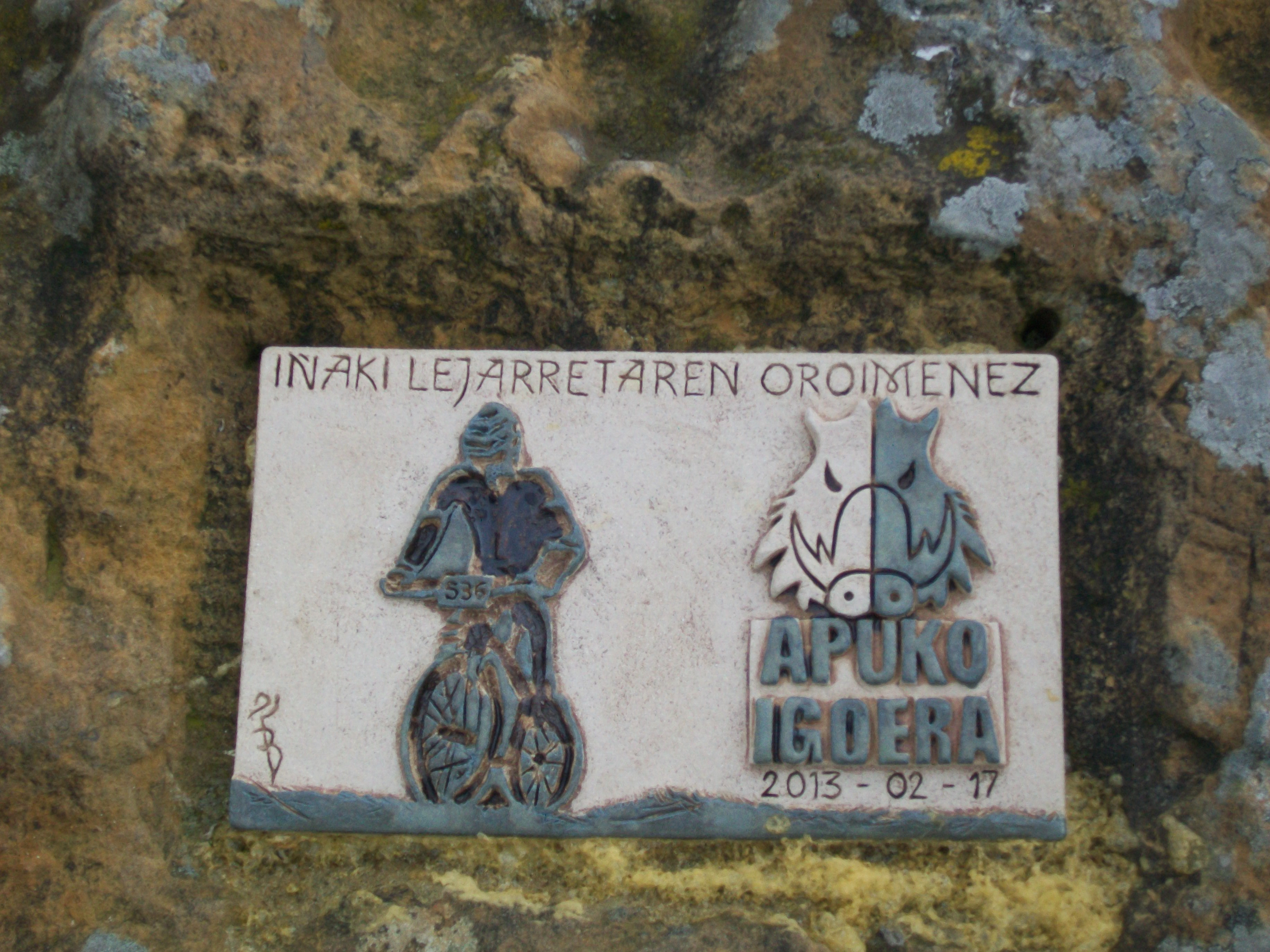
Placa homenaje a Iñaki Lejarreta en la cima del monte Apuco (Baracaldo)

- Victorias en pruebas internacionales puntuables para los Ranking UCI y podios en campeonatos.

2000
- Campeonato Mundial Campo a Través por Relevos Mixto (haciendo equipo con Marga Fullana, José Antonio Hermida y Roberto Lezaun)

2001
- 3.º en el Campeonato Mundial Campo a Través por Relevos Mixto (haciendo equipo con Carlos Coloma, José Antonio Hermida y Janet Puiggros)

2002
- 2.º en el Campeonato Europeo sub-23

2004
- 2.º en el Campeonato Europeo sub-23
- 3.º en el Campeonato Europeo Campo a Través por Relevos Mixto (haciendo equipo con Marga Fullana y José Antonio Hermida)

2006
- Copa Catalana Internacional-Calaf

2007
- 3.º en el Campeonato de España

2009
- Bérriz

2010
- Superprestigio Massi-Huelva
- Superprestigio Massi-Avilés

2011
- Gran Premio Massi-Vall de Lord (Sant Llorenç de Morunys)
- Portugal Cup-Seia
- 2.º en el Campeonato de España

2012
- Copa Catalana Internacional-Vall de Lord
- 3.º en el Campeonato de España

## Equipos
- Orbea (2004-2012)